# الأمر التنفيذي 13780
كان الأمر التنفيذي 13780، عنوانه حماية الأمة من دخول الإرهابيين الأجانب إلى الولايات المتحدة، أمرًا تنفيذيًا وقع من قبل رئيس الولايات المتحدة الأمريكية دونالد ترامب في 6 من شهر مارس من عام 2017. فرض الأمر منعًا من دخول الولايات المتحدة لمدة 90 يومًا على حاملي الجنسية الإيرانية والليبية والصومالية والسودانية والسورية واليمنية، ومنعًا من دخول الولايات المتحدة لجميع اللاجئين الذين لم يمتلكوا تأشيرة دخول أو وثائق سفر لمدة 120 يومًا. ألغى الأمر التنفيذي هذا، الذي سمي في بعض الأحيان «حظر سفر 2»، الأمر التنفيذي 13769 الصادر في 27 من شهر يناير من عام 2017 وحل محله.
تعرض الأمر لتحد في المحكمة من قبل العديد من الولايات. في 15 من شهر مارس من عام 2017، أصدر قاضي محكمة مقاطعة هاواي ديريك واتسون أمرًا بمنع مؤقت يمنع الحكومة من تطبيق العديد من البنود الرئيسية للأمر (البندين 2 و6). وتوصل القاضي إلى أن الحافز المرجح للأمر كان مشاعر معادية للمسلمين تنتهك بند المؤسسة ضمن دستور الولايات المتحدة الأمريكية. في اليوم نفسه، توصل قاضي محكمة مقاطعة ميريلاند ثيودور تشوانغ إلى استنتاج مماثل (منع البند 2 فقط). في 25 مارس من عام 2017، رفضت محكمة الاستئنافات للدائرة الرابعة إعادة تثبيت المنع استنادًا إلى أسس دستورية، مشيرة إلى التمييز الديني. في 26 مارس 2017، وافقت المحكمة العليا على الاستماع إلى محاججات شفهية من أجل عريضة تهدف إلى التخلي عن الأوامر القضائية، في حين سمحت للحكومة بالمضي قدمًا بتطبيق جزء بسيط من الحظر. في نهاية المطاف رفضت المحكمة التحديات بسبب فقدانها ملاءمتها العملية بعد انقضاء صلاحية حظر السفر الذي تبلغ مدته 90 يومًا. في 24 من شهر سبتمبر من عام 2017، وقع الرئيس دونالد ترامب الإعلان الرئاسي 9645، الذي حل محل حظر السفر المنقضية مدته. منع الإعلان الجديد دخول الولايات المتحدة للعديد من حاملي الجنسية الإيرانية والليبية والصومالية والسورية واليمنية والتشادية والفنزويلية والكورية الشمالية. منعت محكمة المقاطعة ومحكمة الاستئناف مرة أخرى الإعلان الجديد. في 4 من شهر ديسمبر، سمحت المحكمة العليا بأن يصبح المنع ساري المفعول بالكامل، وعلق التحديات القانونية. في 26 يونيو من عام 2018، دعمت المحكمة العليا سلطة الرئيس لتطبيق هذه التقييدات في قضية ترامب ضد هاواي. في 21 من شهر فبراير من عام 2020، أعاد الإعلان الرئاسي 9983 تأكيد الحظر ومنع إضافة إلى ذلك منح بعض تأشيرات الدخول لمواطني إريتريا وقرغيزستان وميانمار ونيجيريا والسودان وتنزانيا الذين كانوا خارج الولايات المتحدة الأمريكية والساعين للسفر إلى الولايات المتحدة دون أن يكونوا قد حصلوا مسبقًا على تأشيرة صالحة.
في 20 من شهر يناير من عام 2021، ألغى الرئيس جو بايدن الأمر التنفيذي 13780 والإعلانات المرتبطة به في الإعلان الرئاسي 10141. 

## البنود وسريان المفعول
عند الساعة 12:01 صباحًا بتوقيت المنطقة الزمنية الشرقية يوم 16 مارس من عام 2017، ألغى الأمر التنفيذي 13780 الأمر التنفيذي 13769 وحل محله. وصف دونالد ترامب هذا الأمر الجديد بأنه «نسخة مخففة صائبة سياسيًا» للأمر التنفيذي السابق.
منع البندان 2 و6 من قبل أمر المنع المؤقت الذي أصدره القاضي واتسون في قضية هاواي ضد ترامب قبل أن يصبحا ساريي المفعول. احتوى الأمر التنفيذي 13780 على بنود مشابهة لبنود الأمر التنفيذي 13769 إلا أنه أزال العراق عن قائمة البلدان المحظورة ورفع الحظر غير محدد المدة على اللاجئين السوريين. أوقف البند الثاني برنامج قبول اللاجئين في الولايات المتحدة لمدة 120 يومًا، وقلل البند 6 من عدد اللاجئين الذين سيقبلون في الولايات المتحدة (في عام 2017) من 110 آلاف لاجئ إلى 50 ألف لاجئ. منع البندان 2 و6 من قبل أمر المنع المؤقت الذي أصدره القاضي واتسون في قضية هاواي ضد ترامب قبل أن يصبحا ساريي المفعول.
اقترحت وزارة الخارجية الأمريكية مع تطبيق توجيه الأمر التنفيذي 13780 استمارة جديدة، دي إس 5535، لجمع معلومات إضافية عن جميع مقدمي طلب التأشيرة «الذين طلبت منهم فحوص إضافية تتعلق بالإرهاب أو أسباب أخرى لانعدام الأهلية للحصول على التأشيرة تتعلق بالأمن القومي». احتوت الاستمارة على بروتوكولات وإجراءات جديدة بهدف «ضمان الجمع بشكل ملائم لكافة المعلومات اللازمة بهدف الوصول إلى تقييم صارم لكافة أسباب الرفض أو الترحيل أو أسس للحرمان من فوائد أخرى للهجرة». ومنح الرأي العام مدة 14 يومًا للتعليق على الاستمارة المقترحة. وقعت 55 منظمة أكاديمية وعلمية على رسالة تنص على أنها في حين تقدر حاجات الأمن القومي وتدعمها، فإن الاستمارة المقترحة «من المرجح أن يكون لها أثر سلبي» على جميع المسافرين إلى الولايات المتحدة الأمريكية ممن لديهم مواعيد تسجيل وتواريخ تسجيل صارمة. ذكرت المنظمات أن معيار الاستمارة في تحديد من سيستطيع إكمالها لم يكن واضحًا، أو في أثر إفشاء المعلومات غير المقصود وغير الكامل أو في طرائق تصحيح المعلومات التي قدمت بداية، وكيف ولكم من الوقت ستخزن المعلومات وستبقى سرية.

### البند 6
بموجب البند 6 للأمر التنفيذي 13780، منع اللاجئون من دخول الولايات المتحدة بموجب برنامج قبول اللاجئين في الولايات المتحدة لمدة 120 يومًا. خلال فترة ال 120 يومًا هذه، توكل إلى وزارة الخارجية، بالتعاون مع وزارة الأمن الداخلي في الولايات المتحدة وبعد استشارة إدارة الاستخبارات الوطنية، مهمة تطبيق الإجراءات الأمنية الإضافية على طلب برنامج قبول اللاجئين في الولايات المتحدة وعمليات البت في المسألة. وستستأنف وزارة الخارجية اتخاذ القرارات في ما يتعلق بطلبات حالة اللجوء فقط للأشخاص الذين لا يملكون جنسية ومواطنين من دول تعتبر إجراءاتها الأمنية ملائمة. لم ينطبق المنع على المتقدمين بطلب لجوء ممن حدد لهم موعد مسبقًا للانتقال قبل تاريخ سريان مفعول الأمر التنفيذي. قلل البند 6 من الحد الأقصى لقبول اللاجئين للسنة المالية 2017 من 110 آلاف لاجئ إلى 50 ألف لاجئ. منح البند 6 وزارة الخارجية ووزارة الأمن الداخلي حرية التصرف في قبول الأفراد كلاجئين حسب كل حالة بمفردها، مثل حالات وجود اتفاقية دولية أو جود ترتيبات.

## الدول المشمولة في الأمر التنفيذي والإعلان الرئاسية المرتبطة به
كما كتب أساسًا، منع الأمر التنفيذي 13780 مواطني إيران وليبيا والصومال والسودان وسوريا واليمن من دخول الولايات المتحدة الأمريكية، مع استثناءات محددة، لمدة 90 يومًا. لم يشمل هذا الأمر العراق، الذي كان موضوعًا على قائمة الأمر التنفيذي 13769. وضعت إدارة ترامب هذه الدول على قائمة الحظر مشيرة إلى دعم حكوماتها للإرهاب أو لانعدام قدرتها على محاربته، وأيضًا انعدامًا محتملًا بالثقة بوثائقها الشخصية.
نظرًا إلى الأوامر القضائية للمحكمة، علق الأمر التنفيذي حتى 26 من شهر يونيو من عام 2017، حين أتيح له أن يصبح ساري المفعول من قبل المحكمة العليا، إلا أنه اقتصر على أشخاص لم يمتلكوا «علاقة حسن نية مع شخص أو كيان داخل الولايات المتحدة الأمريكية». 

### الإعلان الرئاسي 9645
عند نهاية الفترة الأولية التي تبلغ 90 يومًا، وقع الرئيس دونالد ترامب الإعلان الرئاسي 9645 الذي مدد فترة الحظر لتصبح بشكل دائم، وعدل قائمة الدول المحظورة وحدد فئات الهجرة التي يشملها الحظر من مواطنيها. طبق الحظر على جميع مواطني كوريا الشمالية وسوريا، ومواطني إيران باستثناء الطلاب أو تأشيرات تبادل الزائرين، ومواطني تشاد وليبيا واليمن كمهاجرين أو كسياح أو التأشيرات التجارية، ومواطني الصومال كمهاجرين وبعض موظفي الحكومة في فنزويلا وأعضاء أسرهم المباشرين، دون أن يشمل مواطنيها بشكل عام كسياح أو تأشيرات تجارية. وفقًا للإعلان، وضعت هذه الدول على قائمة الحظر نظرًا إلى فشلها في مشاركة معلومات بصورة ملائمة تتعلق بالأمن العام والإرهاب حول مواطنيها، من بين أسباب أخرى. وأزيل السودان عن قائمة الحظر.